# Виллар (Воклюз)
Вилла́р (фр. Villars	) — коммуна во французском департаменте Воклюз региона Прованс — Альпы — Лазурный Берег. Относится к кантону Апт. 

## Географическое положение

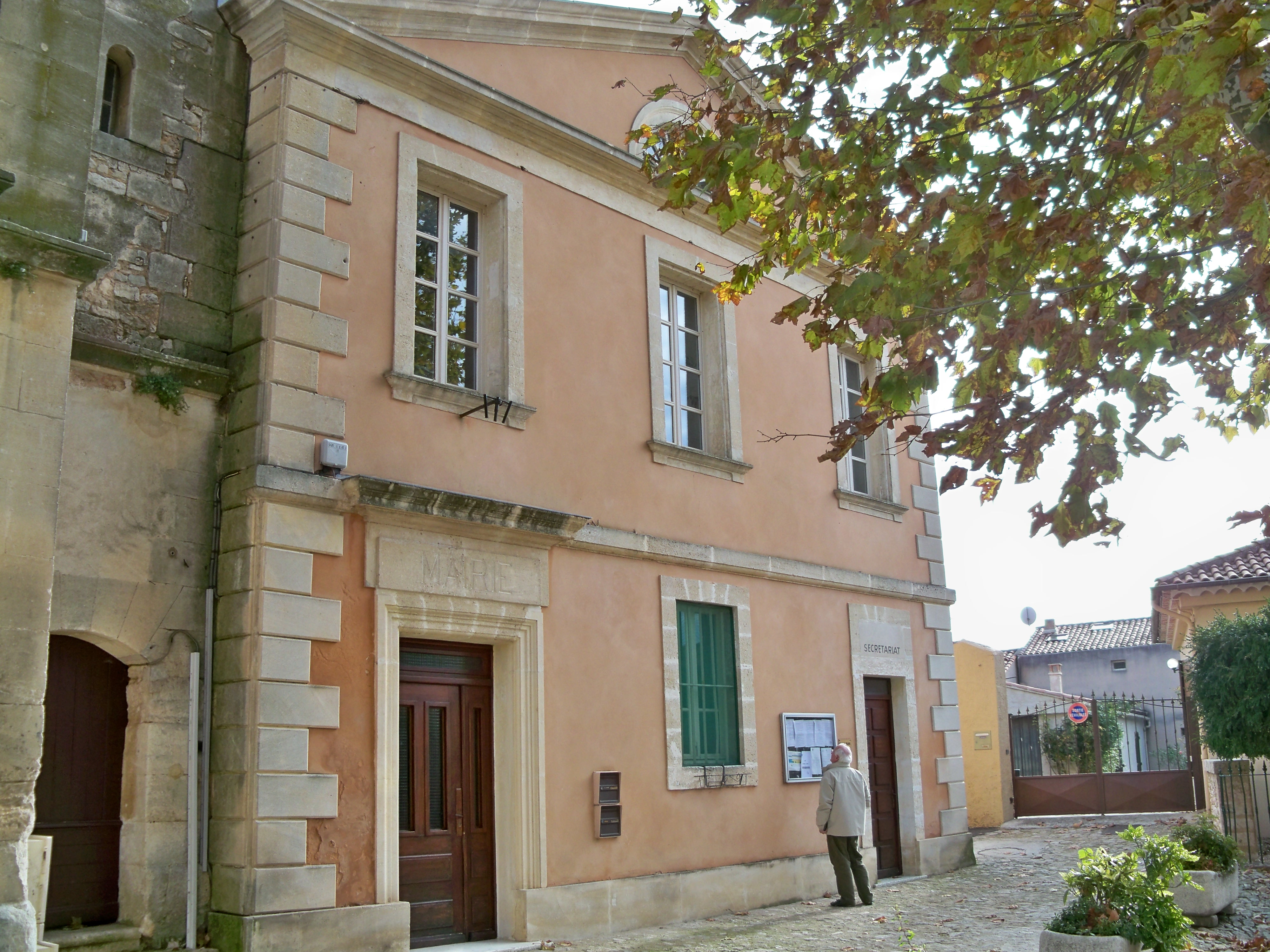
Мэрия Виллара.

Виллар расположен в 50 км к востоку от Авиньона. Соседние коммуны: Рюстрель на востоке, Апт на юге, Гаргас на юго-западе, Сен-Сатюрнен-лез-Апт на северо-западе.
Коммуна расположена между горными массивами Воклюз и Люберон. 					

## Демография
Население коммуны на 2010 год составляло 786 человек.
| 1962 | 1968 | 1975 | 1982 | 1990 | 1999 | 2010 |
| ---- | ---- | ---- | ---- | ---- | ---- | ---- |
| 369  | 421  | 539  | 560  | 625  | 686  | 786  |

## Достопримечательности
- Приходская церковь Нотр-Дам-де-Кластр известна с 1382 года. В 1863 году была заменена на новую церковь Нотр-Дам и Сен-Жак-ле-Минёр.
- Часовня Сен-Пьер-де-Баньоль.
- Часовня Сен-Рош. Сооружена в 1721 году и посвящена святому Рошу для защиты от чумных эпидемий того времени.

## Известные уроженцы
- Поль Гигу (фр. Paul Guigou; 1834—1871) — французский провансальский художник-пейзажист.

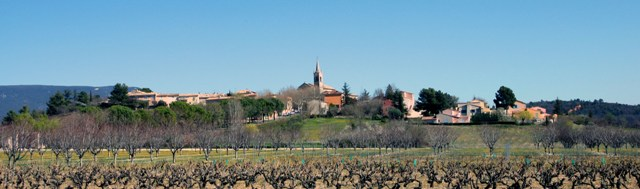
Деревня в окружении виноградников.